# Ventimiglia di Sicilia
Ventimiglia di Sicilia er en italiensk by (og kommune) i regionen Sicilien i Italien, med omkring 1.824(2023) indbyggere.  